# Mandell Creighton
Mandell Creighton, né le 5 juillet 1843 à Carlisle et mort le 14 janvier 1901, est un historien et ecclésiastique britannique. Il est évêque de Peterborough de 1891 à 1897, puis évêque de Londres jusqu'à sa mort.